# Рибокур, Альбер
Альбер Рибокур (26 ноября 1845, Лилль — 13 сентября 1893) — французский математик, специалист по дифференциальной геометрии. Работал в Париже и Марселе, принимал участие в строительных проектах, связанных с возведением портовых сооружений, мостов и резервуаров. Ряд кривых, связанных с ортогональными траекториями, получил название в его честь (например кривая Рибокура).

## Биография
Занимался изучением минимальных поверхностей и циклических систем, исследовал конгруэцию окружностей и сфер, развивал метод периморфии. Считается, что на него значительное влияние оказали идеи французского математика и механика Виктора Маннгейма.
Родился в городе Лилль, в 1868 году окончил Политехническую школу, затем — в 1870 году парижскую Школу мостов и дорог. С 1873 по 1874 годы работал в Политехнической школе, затем стал морским инженером, а с 1876 году начал службу в алжирском Управлении общественных работ.